# فرانس برونر
فرانس برونر (1808 - 1882) أو برونر بيك هو طبيب ألماني متخصص في طب العيون وهو أيضاً عالم أنثروبولوجيا.

## حياته
ولد في بفرويند من أعمال أوبر بفاتس في ألمانيا في عام 1808.

## تعليمه
درس الطب في ميونخ.

## حياته العملية

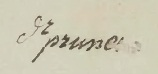
توقيع الدكتور برونر

شارك في بعثة علمية لمصر وقابله محمد علي باشا وعينه كطبيب في مستشفى أبو زعبل العسكري ثم تم تعيينه في مستشفى قصر العيني التعليمي.

## مؤلفاته
- مؤلفات طبية.
- مؤلفات أنثروبولوجية.